# Choiseul jezici
Choiseul jezici, austronezijski jezici uže novoirske skupine koji se govore na istoimenom otoku Choiseul u Solomonskim otocima. 
Govore ih preko 14.000 ljudi. Obuhvaća četiri jezika: babatana [baa] (7.070; 1999 SIL); ririo [rri] (79; 1999 SIL); vaghua [tva] (1,960; 1999 SIL); i varisi [vrs] (5,160; 1999 SIL).

## Vanjske poveznice
- Ethnologue (14th)
- Ethnologue (15th)